# Eparchia kostromska
Eparchia kostromska – jedna z eparchii Rosyjskiego Kościoła Prawosławnego, z siedzibą w Kostromie. Jej ordynariuszem jest metropolita kostromski i nieriechcki Terapont (Kaszyn). Katedrą eparchialną jest sobór Objawienia Pańskiego i św. Anastazji w Kostromie.

## Historia
Eparchia powstała w 1744 poprzez wydzielenie z eparchii moskiewskiej. Nowo powstałej administraturze podlegało 35 monasterów i 786 czynnych cerkwi. Sto lat później liczba klasztorów spadła do siedemnastu (3 żeńskie i 14 męskich), natomiast wolno stojących cerkwi było w niej 1007; oprócz nich funkcjonowały 1244 kaplice i domy modlitwy. W 1908 w ramach administratury działało 21 monasterów zamieszkiwanych przez 226 osób zakonnych i 1606 posłuszników, zaś w 28 soborach i 1015 cerkwiach parafialnych służyło 1134 kapłanów.
Działalność duszpasterska eparchii załamała się w czasie wielkiej czystki w ZSRR. W latach 1937–1946 administratura nie posiadała ordynariusza. Od 1942 do 1946 jej istniejące jeszcze struktury podlegały opiece biskupów jarosławskich i rostowskich. W 1989 na terenie eparchii czynne były 64 cerkwie, nie funkcjonował żaden monaster. Do 2011 reaktywowanych lub utworzonych zostało 11 wspólnot mniszych. W wymienionym roku działały także 222 parafie (z czego 120 oficjalnie zarejestrowanych) zgrupowane w 16 dekanatach, obsługiwane przez 173 kapłanów.
W 2016 z terytorium eparchii kostromskiej wydzielono nową eparchię galicką. Obie administratury weszły w skład nowo utworzonej metropolii kostromskiej.

### Biskupi kostromscy[3]
- Szymon (Todorski), 1745
- Sylwester (Kulabka), 1745–1750
- Gennadiusz (Andriejewski), 1753–1757
- Damaskin (Askaronski), 1758–1769
- Szymon (Łagow) (Łagowski?), 1769–1778
- Paweł (Ziornow), 1778–1800
- Eugeniusz (Romanow), 1800–1811
- Sergiusz (Kryłow-Płatonow), 1812–1817
- Samuel (Zapolski-Płatonow), 1817–1830
- Paweł (Podlipski), 1830–1836
- Włodzimierz (Alawdin), 1836–1842
- Witalis (Szepietow) (Szepotow?) 1842–1845
- Justyn (Michajłow), 1845–1850
- Leonid (Zariecki), 1850–1853
- Filoteusz (Uspienski), 1853–1857
- Platon (Fiwiejski-Łosiew), 1857–1877
- Ignacy (Rożdiestwienski), 1878–1883
- Aleksander (Kulczycki), 1883–1888
- Augustyn (Gulanicki), 1889–1891
- Wissarion (Nieczajew), 1891–1905
- Tichon (Wasilewski), 1905–1914
- Eugeniusz (Bierieżkow), 1914–1918
- Serafin (Mieszczeriakow), 1918–1922
- Sebastian (Wiesti), 1923
- Sylwester (Bratanowski)[6]
- Sebastian (Wiesti), ponownie, 1925–1929
- Dymitr (Dobrosierdow), 1930–1932
- Nikodem (Krotkow), 1932–1937
- Teodozjusz (Kirika), 1937
- Antoni (Krotewycz), 1946–1953
- Jan (Razumow), 1953–1954
- Arseniusz (Kryłow), 1954–1956
- Sergiusz (Kostin), 1956–1959
- Jan (Ławrinienko), 1961
- Donat (Szczogolew), 1961
- Nikodem (Rusnak), 1961–1964
- Kasjan (Jarosławski), 1964–1988
- Hiob (Tywoniuk), 1988–1989[7]
- Aleksander (Mogilow), 1989–2010[8]
- Aleksy (Frołow), 2010–2013[9]
- Terapont (Kaszyn), od 2013[1]

## Monastery[4]
Przed wydzieleniem eparchii galickiej (2016) na terenie eparchii kostromskiej działały następujące monastery:
- Monaster Ipatiewski (Trójcy Świętej św. Hipacego), męski
- Monaster Opieki Matki Bożej Abrahamiusza Gorodieckiego, męski
- Monaster św. Jana Chrzciciela Jakuba Żeleznoborskiego, męski
- Monaster Objawienia Pańskiego i św. Anastazji w Kostromie, żeński
- Monaster Ikony Matki Bożej „Znak” w Kostromie, żeński
- Monaster św. Makarego Unżeńskiego w Makarjewie, żeński
- Troicko-Sypanowski Monaster św. Pachomiusza Nierechckiego, żeński
- Monaster św. Makarego Pisiemskiego, żeński
- Monaster św. Paisjusza w Galiczu, żeński
- Pustelnia Zaśnięcia Matki Bożej w Teterinskim, żeński
- Monaster Świętych Cierpiętników Carskich w Domninie, żeński